# Prosthechea ochrantha
Prosthechea ochrantha là một loài thực vật có hoa trong họ Lan. Loài này được (A.Rich.) ined. miêu tả khoa học đầu tiên.